# Gerry Peñalosa
Gerry Peñalosa, all'anagrafe Geronimo Peñalosa (San Carlos City, 7 agosto 1972), è un pugile filippino.
Soprannominato "Fearless", è stato campione WBC dei supermosca e WBO dei gallo.
Un veterano del ring, è annoverato tra i migliori pugili filippini. Non è mai stato messo al tappeto nella sua intera carriera pugilistica.
Nato a San Carlos City, attualmente vive a Manila.
Dopo un breve periodo di pausa è tornato sul ring nel 2004 e nel 2007 ha conquistato il titolo WBO dei pesi gallo ai danni di Jhonny González. Anche suo fratello Dodie Boy Peñalosa era un ex pugile.

## Analisi di Gerry Peñalosa
Con una statura di 162 cm, Gerry compensa alla sua altezza una tecnica sopraffina, che gli permette di combattere ad alti livelli sia sul piano della distanza che su quello dello scontro ravvicinato. Secondo l'esperto allenatore Freddie Roach e alcuni analisti di boxe filippini, Peñalosa è uno dei migliori pugili tecnici mai arrivati dalle Filippine. Dotato di resistenza e di una buona difesa, collezionò pochi KO in tutta la sua carriera da pugile, il più noto è quello per KOT nel incontro con Juanma López.

## Carriera da professionista
Peñalosa inizia la sua carriera professionistica nel 1989. Conquista il titolo WBC dei gallo il 27 febbraio 1997 contro Hiroshi Kawashima e difende la sua cintura per tre volte. La perde contro il coreano In-Joo Cho il 29 agosto 1998.
Due anni dopo ha l'occasione di riprendersi la corona, sempre contro Cho, ma perde dopo una decisione unanime controversa.
Il 24 settembre 2001 sfida Masamori Tokuyama, il nuovo campione WBC. Sfortunatamente perde l'incontro per verdetto non unanime. I due combattono nuovamente il 20 dicembre 2002 ma il risultato fu il medesimo.

### Il ritiro temporaneo
Dopo la sconfitta contro Tokuyama, Gerry annuncia il ritiro a soli 30 anni, per la tristezza di tutti i suoi fan. Questo sarà solo uno stop temporaneo, poiché Peñalosa tornerà pochi anni dopo richiamato dalla passione per la boxe.

### Il ritorno
Peñalosa torna a calcare il ring due anni dopo, nel 2004, in un incontro che lo vede vittorioso contro Bangsaen Sithpraprom.
Il 17 marzo 2007 sfida il pugile messicano Daniel Ponce de León, allora campione WBO dei supergallo. In questo incontro il filippino mostra tutte le sue abilità sul ring, la sua intelligenza tattica e la sua esperienza. De León, un artista del KO, non riesce a colpire con continuità Peñalosa, il quale risponde con combinazioni che provocano il messicano. La maggior parte dei pugni di De León o finiscono all'aria, o finiscono sui guanti del pugile filippino. Tuttavia, Ponce vince per verdetto unanime, anche in questo caso controverso.
Dopo 6 mesi e 6 giorni, a Sacramento, California, Gerry manda al tappeto Jhonny González conquistando la corona WBO dei pesi gallo. Il pugile filippino vince grazie ad un colpo sul fianco destro di Gonzales, che cade a terra dolorante dopo pochi secondi. Questo è il secondo titolo in 10 anni per Gerry.
Difende la sua corona il 6 aprile 2008 a Quezon contro il tailandese Ratanachai Sor Vorapin.
Il 25 aprile 2009 sfida il talento portoricano Juan Manuel López, in un incontro denominato Champion vs Champion, in quanto anche López possiede una cintura. Nonostante la grande esperienza Peñalosa non riesce a sconfiggere l'avversario ed è costretto ad arrendersi prima del nono round. Oltre all'amarezza della sconfitta subita, la prima per KOT della sua ventennale carriera, lo stesso mese gli viene ritirata la cintura WBO dei pesi gallo, non essendo riuscito a difenderla nel giro di un anno. Dopo il ritiro della cintura Gerry decide che non è ancora arrivato il momento di concludere la carriera, intenzionato a dimostrare che è ancora in grado di conquistare un ultimo titolo mondiale.
Peñalosa disputerà un nuovo incontro nel 2010: tra i possibili candidati a sfidarlo c'è il portoricano Eric Morel (41-2, 21 KO).

## Al di fuori dal ring
Il 21 aprile 2008 Peñalosa vince P159,000 ($3,791) allo show Wheel of Fortune, svoltosi nelle Filippine. In quest'occasione "sconfigge" anche i connazionali Rey Bautista e Alex John Banal.